# Улица кнез Милетина
| Улица кнез Милетина | Улица кнез Милетина    |
| ------------------- | ---------------------- |
|                     |                        |
| Општина             | Стари Град             |
| Почетак             | Улица Џорџа Вашингтона |
| Крај                | Венизелосова улица     |
| Дужина              | 460 m                  |
| Ширина              | 10 m                   |
| Створена            | 1905                   |
| Названа             | 1935                   |
| Стари називи        | Млетачка               |
|                     |                        |
|                     |                        |
| Улица кнез Милетина |                        |

Улица кнез Милетина  налази се на Општини Стари град Београда, и протеже се правцем од Улице Ђорђа Јовановића до Венизелосове улице и пресеца Гундулићев венац. Улица је која започиње код пијаце Скадарлија, на Скверу Мире Траиловић.

## Име улице
Улица је добила назив још почетком 20. века, тачније 1905. године по кнезу Милети Радојковићу. Мењала је једном назив. До 1935. године се звала Млетачка. Према катастру из 1940. године Кнез Милетина  се пружала од Новосадске (данас Ђорђа Јовановића) до Књегиње Олге (данас Венизелосова).

### Радијална схема
Улична радијална мрежа је карактеристична за овај део града општине Стари град. Налази се између Кнез Милетине, Цара Душана, Баштованске (данас Венизелосова) и Војводе Добрњца. Ту су улични блокови трапезастог и троугластог облика. Улице се сустижу на кружним скверовима и то даје простору интимни животни амбијент. Таква зракаста симетрија је врло ретка у Београду, али то представља једну етапу у историји урбанизма Београда. Кнез Милетина (раније Млетачка) је просечена 1935. године до Дринчићеве где је започето зидање црквеног здања евангелистичке цркве, данас Битеф театра. Ту се налази и Сквер Мире Траиловић.

### Кнез Милета Радојковић
Милета Радојковић био је учесник Првог и Другог српског устанка. Рођен је око 1778. године у Јагодинском округу, а умро је 1852. године.

## Суседне улице
- Венизелосова
- Гундулићев венац
- Јелисавете Начић
- Улица Ђорђа Јовановића
- Будимска
- Дринчићева

## Улицом кнез Милетином

### Битеф театар
На почетку Кнез Милетине је Битеф театар.

### Балетска школаЛујо Давичо
Балетска школа Лујо Давичо се налази у Улици кнез Милетиној број 8. То је основна и средња школа за уметничко образовање.

### Кнез Милетина број 24
На броју 24 се налази пекара Лебовски која има велики асортиман хлеба од интегралног, ражаног, хељдиног и кукурузног брашна.

### Кнез Милетина број 25
У броју 25 се налази ресторан ЈаМ који се бори да добије Мишленову звездицу.

## Галерија
- Натпис улице
- Улица кнез Милетина
- Раскрсница Кнез Милетине и Гундулићевог венца